# Wahlhausen (Luxemburg)
Wahlhausen  (en luxemburguès: Wuelessen; alemany: Wahlhausen) és una vila de la comuna de Parc Hosingen, situada al districte de Diekirch del cantó de Clervaux. Està a uns 42 km de distància de la ciutat de Luxemburg.

## Història
Abans de l'1 de gener de 2012, Wahlhausen formava part de l'antiga comuna de Hosingen, que va ser dissolta per crear la comuna de Parc Hosingen.